# Sveti Ivan Oznijski
Sveti Ivan Oznijski zvan Filozof (također i Ivan III.; armenski: Հովհաննես Օձնեցի; Odzun sredinom 7. stoljeća - Ečmiadzin, 728.) bio je armenski teolog i filozof te katolikos svih Armenaca između 717. i 728.
Napisao je brojna djela, među kojima su Govor protiv paulicijevaca, Traktat protiv fantastika, Kanonska spomen-knjiga i manja liturgička djela: O crkvenim služabama, O velikom danu Prima Sabbati, O noćnici, O večernjici. Osim toga, Ivanu Filozofu pripisuju se i dva govora - O blagoslovu nove crkve i O posvetilu crkve.